# IWiW
iWiW (Abkürzung von International Who is Who) war ein virtuelles soziales Netzwerk, das in Ungarn bekannt und beliebt war und von 2002 bis 2014 bestand.

## Die Geschichte von iWiW
iWiW wurde unter dem Namen WiW am 14. April 2002 in Ungarn vom Softwareentwickler Zsolt Várady ins Leben gerufen. Die Seite gehörte damit neben Ryze, Friendster und Everyonesconnected.com zu den ersten virtuellen sozialen Netzwerken, die zu dieser Zeit gerade einen zweiten Boom erlebten. Zsolt Várady wurde für seine Erfindung der Staatspreis e-Magyarország-díj (e-Ungarn-Preis) verliehen.
Am 26. Oktober 2005 erhielt iWiW ein neues Design und wurde um mehrere Funktionen erweitert. Seither war das System in 16 Sprachen erreichbar und hieß nun iWiW – was auf die internationale Verbreitung anspielte. Die neue Benutzeroberfläche enthielt u. a. Features wie Kleinanzeigenteil, die Möglichkeit, Bilder hochzuladen, Bekannte zu gruppieren und das eigene Netzwerk den Bekannten grafisch darzustellen. Da sich durch diese Erweiterung plötzlich unerwartet viele neue Benutzer registrierten und die Technik damit nicht Schritt halten konnte, musste man Einschränkungen einführen. Eine Zeit lang konnte man keine Bilder hochladen und die Einladungsfunktion musste gesperrt werden. Am 10. Februar 2006 erhielten alle bis dahin registrierten Benutzer die Möglichkeit, eine einzige Einladung zu verschicken. Später bekam jeder registrierte Benutzer eine Einladung pro Quartal, die er jedoch auch einem anderen Benutzer „schenken“ konnte.
Im April 2006 wurde iWiW vom Internetanbieter T-Online gekauft, ab Juli 2006 wurden die internationalen Versionen von iWiW eingestellt.
Am 20. Mai 2014 teilte iWiW allen Mitgliedern per E-Mail unter dem Betreff „Bezár az iWiW“ mit, dass der Betrieb der Seite zum 30. Juni 2014 eingestellt wird. Die im Anschluss daran stattfindende Löschung wäre mit dem ungarischen Datenschutz erörtert und würde notariell überwacht werden.

## Das System von iWiW
Man kann sich nach der Einladung von einem Mitglied registrieren lassen, so wird sichergestellt, dass jedes Mitglied mindestens einen Bekannten hat. Momentan betreibt das System eine Korlátolt felelősségű társaság (GmbH). Bei der Registrierung kann man außer der Mailadresse und des Namens, die automatisch gespeichert werden, auch andere Daten angeben, z. B. Arbeitsplatz oder die besuchten Schulen, was dann die Identifizierung der Mitglieder für andere erleichtert. Wenn man im iWiW-System Bekannte entdeckt, kann man sie markieren. Die Bekannten können die Bekanntschaft bestätigen oder ablehnen. Einige Daten, die die Mitglieder beim Erstellen des Benutzerprofils selbst bestimmen können, werden erst für Bekannte nach der Bestätigung der Bekanntschaft sichtbar. Früher konnten erst Bekannte die Bekannten der anderen sehen, jetzt ist es schon vor der Bestätigung der Bekanntschaft möglich. Die Funktion „kürzester Weg“ zeigt, wie viele Bekannte zwischen zwei Personen stehen, theoretisch kann die Zahl nie höher als sechs sein. Mit der Funktion „Botschaft senden“ kann man mittels eines Onlineformulars auch Unbekannten Botschaften schicken (unerwünschte Absender können aber gemeldet und gesperrt werden) und es gibt auch ein Schwarzes Brett auf der Startseite, auf dem man allen Bekannten etwas mitteilen kann. Man kann bei jedem Benutzer sehen, wann er/sie sich zuletzt einloggte, und bei den gesendeten Botschaften kann man auch feststellen, ob der Brief schon geöffnet wurde. Am 18. Dezember 2006 zählte iWiW mehr als 1,5 Millionen Benutzer.
Das Hauptziel von iWiW ist es, alte Bekannte aufzuspüren, im Gegensatz zu orkut, das man z. B. auch zwecks Dating oder gemeinsamer Interessen benutzt. Um Missbräuchen vorzubeugen, muss man sich bei der Registrierung bereit erklären, die Daten von anderen Benutzern Dritten nicht zur Verfügung zu stellen. Benutzer, die andere belästigen, werden gesperrt. Immer wieder werden Namen und Daten von bekannten Personen, wie z. B. die von Viktor Orbán missbraucht und in ihren Namen Benutzerkonten erstellt, diese werden aber gelöscht. Derjenige, der die Einladung für den Benutzer geschickt hat, „haftet“ in diesem Fall für den neuen „Benutzer“.
Seit dem Sommer 2007 gibt ein virtuelles Netzwerk für Roma, namens Zhoriben. Die Seite wird vom selben Team betrieben wie iWiW und hat sich zum Ziel gesetzt, die Romasprache Lovári populär zu machen. Seit 2011 finden dort jedoch keine Blog-Einträge mehr statt.

## Weblink
- iWiW